# Вильяфлорес (муниципалитет)
Вильяфлорес (исп. Villaflores) — муниципалитет в Мексике, штат Чьяпас, с административным центром в одноимённом городе. Численность населения, по данным переписи 2020 года, составила 109 536 человек.

## Общие сведения
Название Villaflores с испанского можно перевести как — цветочный городок.
Площадь муниципалитета равна 1899,4 км², что составляет 2,6 % от площади штата, а наиболее высоко расположенное поселение Сан-Антонио-де-лос-Сабинос, находится на высоте 1358 метров.
Он граничит с другими муниципалитетами Чьяпаса: на севере с Окосокоаутла-де-Эспиносой и Сучьяпой, на востоке с Чьяпа-де-Корсо и Эль-Парралем, на юге с Вилья-Корсо и Тоналой, на западе с Арриагой, и на северо-западе с Хикипиласом

## Учреждение и состав
Муниципалитет был образован в 1915 году, по данным 2020 года в его состав входит 1107 населённых пунктов, самые крупные из которых:
| Код INEGI                  | Населённый пункт                                                                               | Численность населения (2005 год) | Численность населения (2010 год) | Численность населения (2020 год) |
| -------------------------- | ---------------------------------------------------------------------------------------------- | -------------------------------- | -------------------------------- | -------------------------------- |
| 108                        | Всего                                                                                          | 93023                            | 98618                            | 109536                           |
| 0001                       | Вильяфлорес (исп. Villaflores) 16°14′08″ с. ш. 93°16′04″ з. д. (административный центр)        | 35713                            | 37237                            | 37546                            |
| 0120                       | Хесус-Мария-Гарса (исп. Jesús María Garza) 16°23′40″ с. ш. 93°17′34″ з. д.                     | 6225                             | 6724                             | 8050                             |
| 0068                       | Кристобаль-Обрегон (исп. Cristóbal Obregón) 16°25′50″ с. ш. 93°26′54″ з. д.                    | 4345                             | 4664                             | 4996                             |
| 0024                       | Бенито-Хуарес (исп. Benito Juárez) 16°25′36″ с. ш. 93°19′14″ з. д.                             | 3383                             | 3567                             | 4343                             |
| 0105                       | Гуадалупе-Виктория (исп. Guadalupe Victoria (Lázaro Cárdenas)) 16°27′27″ с. ш. 93°07′37″ з. д. | 3124                             | 3583                             | 4280                             |
| 0176                       | Нуэво-Мехико (исп. Nuevo México) 16°28′01″ с. ш. 93°26′18″ з. д.                               | 2938                             | 3014                             | 3440                             |
| 0081                       | Доминго-Чанона (исп. Doctor Domingo Chanona) 16°20′46″ с. ш. 93°24′58″ з. д.                   | 2489                             | 2962                             | 3355                             |
| 0070                       | Куаутемок (исп. Cuauhtémoc) 16°18′49″ с. ш. 93°12′34″ з. д.                                    | 2883                             | 3084                             | 3312                             |
| 0334                       | Вилья-Идальго (исп. Villa Hidalgo) 16°18′15″ с. ш. 93°09′13″ з. д.                             | 2447                             | 2502                             | 2742                             |
| —                          | Прочие                                                                                         | 29476                            | 31281                            | 37472                            |
| Названия на карте Генштаба |                                                                                                |                                  |                                  |                                  |

## Экономическая деятельность
По статистическим данным 2000 года, работоспособное население занято по секторам экономики в следующих пропорциях:
- сельское хозяйство, скотоводство и рыбная ловля — 49,4 %;
- промышленность и строительство — 12,5 %;
- торговля, сферы услуг и туризма — 36,5 %;
- безработные — 1,6 %.

## Инфраструктура
По статистическим данным 2020 года, инфраструктура развита следующим образом:
- электрификация: 98,9 %;
- водоснабжение: 50 %;
- водоотведение: 97,6 %.

## Туризм
По данным 2000 года в муниципалитете работало 4 отеля, готовых разместить туристов в 127 номерах. Основным местом паломничества туристов являются пещеры Гуамас, расположенные недалеко от поселения Эль-Портильо, что в 56 км от административного центра.